# Molossus pretiosus
Molossus pretiosus е вид бозайник от семейство Булдогови прилепи (Molossidae).

## Разпространение
Видът е разпространен в Бразилия, Венецуела, Гвиана, Колумбия, Коста Рика, Мексико и Никарагуа.